# Саркосцифа Васильевой
Саркосцифа Васильевой (лат. Sarcoscypha vassiljevae) — вид сумчатых грибов рода Саркосцифа (Sarcoscypha). Описана в 1964 году эстонским микологом Айном Райтвииром (1938—2006) и Л. Н. Васильевой.

## Описание
Плодовое тело — чашевидное или блюдцевидное с ножкой, в виде ушек (дискомицеты), 10—50 мм в диаметре, чашевидные. Поверхность как стерильной стороны, так и гименофора гладкая, белая или кремовая, на ножке белая, мелковойлочная. Споры 21 — 26 (29) × 10 — 13 мкм, эллипсоидные, гладкие, с большими масляными каплями. Плодоносит в августе — сентябре.

## Распространение и местообитание
Саркосцифа Васильевой произрастает в России на Дальнем Востоке, где обычна и обильно плодоносит и в Японии. Встречается в Китае в районе Цзяохэ и далее на северо-восток; широко распространена в Растёт на гниющей древесине.